# Francis Eustache
Pour les articles homonymes, voir Eustache.
Francis Eustache, né le 20 novembre 1955 à Virandeville (Manche), est un chercheur français en neuropsychologie et en imagerie cérébrale, spécialisé dans l'étude de la mémoire et de ses troubles.

## Biographie
Francis Eustache est titulaire d'un doctorat en psychologie, soutenu en 1987 à l'université Paris-Descartes.
Psychologue spécialisé en neuropsychologie depuis 1979, il poursuit son parcours universitaire à l'université de Caen, en Normandie où il obtient son HDR en 1990.
Professeur à l'université Caen-Normandie depuis 1990, Francis Eustache est nommé directeur d’études de l'École pratique des hautes études (EPHE) en 2001.
Francis Eustache dirige depuis janvier 2002 une unité de recherche : l'unité Inserm-EPHE-université Caen-Normandie U1077, intitulée « Neuropsychologie et imagerie de la mémoire humaine ».
Entre 2012 et 2016, Francis Eustache est directeur du Centre d'imagerie et de recherches en neurosciences (GIP Cyceron), plateforme d'imagerie biomédicale située à Caen. 
Depuis avril 2013, il est président du conseil scientifique de l’Observatoire B2V des mémoires.

## Autres fonctions
- Membre de la Société de neuropsychologie de langue française (président de 2006 à 2010)
- Membre de la Société des neurosciences
- Membre de la Fédération des sociétés européennes de neuropsychologie
- Rédacteur en chef de la Revue de neuropsychologie depuis 2009
- Coresponsable du programme de recherche « 13-novembre »

## Travaux
Francis Eustache est aujourd'hui auteur ou co-auteur de plus de 300 articles dans des domaines tels que la psychologie cognitive, l'imagerie cérébrale, la neuropsychologie cognitive, la neuropsychologie clinique et de nombreux ouvrages destinés au Grand public. Il a été l'un des premiers chercheurs en France à utiliser la neuroimagerie cérébrale dans l'étude de la mémoire humaine. 
Ses travaux en neuropsychologie en imagerie cérébrale ont permis une meilleure compréhension de la mémoire humaine et de ses troubles, notamment dans différentes pathologies comme la maladie d'Alzheimer, les démences fronto-temporales et les syndromes amnésiques. Il codirige, avec l’historien Denis Peschanski, le programme de recherche transdisciplinaire et longitudinal intitulé 13-Novembre, qui porte sur la construction des mémoires individuelles et collectives après les attentats perpétrés à Paris et sa banlieue en novembre 2015.
Ses travaux, diffusés à l'international, contribuent à la modélisation de la mémoire humaine.

## Récompenses
- 1989 : Prix France Alzheimer
- 2004 : L'Unité U923 obtient le prix du magazine La Recherche, mention « Santé Humaine »
- 2007 : Prix NRJ Institut de France
- 2012 : Docteur honoris causa de l'université de Liège[5]
- 2016 : Prix Pierre Simon pour le programme de recherche « 13-novembre »
- 2019 : Prix Dagan-Bouveret de l'académie des sciences morales et politiques

## Publications
- Langage et aphasie, 1993, De Boeck,  (ISBN 978-2804117757)
- Perception et agnosies (avec Bernard Lechevalier, Fausto Viader), 1995, De Boeck,  (ISBN 978-2804119652)
- Neuropsychologie clinique des démences : Évaluations et prises en charge (avec Alain Agniel), 1995, Solal Editeurs,  (ISBN 978-2905580467)
- La Mémoire (avec Bernard Lechevalier, Fausto Viader), 1996, De Boeck,  (ISBN 978-2804122348)
- Rééducations neurophysiologiques. Historique, développements actuels et évaluation (avec Janny Lambert, Fausto Viader), 1997, De Boeck,  (ISBN 978-2804125271)
- Les Méthodes de la neuropsychologie : séminaire Jean-Louis Signoret (avec Bernard Lechevalier, Fausto Viader), 2001, De Boeck],  (ISBN 978-2804134822)
- Évaluation et prise en charge des troubles mnésiques (avec Thierry Meulemans, Béatrice Desgranges, Stéphane Adam), 2003, Solal Editeurs,  (ISBN 978-2914513432)
- Le cerveau musicien : Neuropsychologie cognitive de la perception musicale (avec Bernard Lechevalier, Hervé Platel), 2006, De Boeck,  (ISBN 978-2804152246)
- Les maladies de la mémoire (avec Serge Nicolas, Bérengère Guillery-Girard), 2007, In Press,  (ISBN 978-2848351148)
- Des amnésies organiques aux amnésies psychogènes : théorie, évaluation et prise en charge, 2008, Solal Editeurs,  (ISBN 978-2353270552)
- Traité de neuropsychologie clinique : Neurosciences cognitives et cliniques de l'adulte, 2008, De Boeck,  (ISBN 978-2804156787)
- Le cerveau musicien : Neuropsychologie cognitive de la perception musicale(réédition) (avec Bernard Lechevalier, Hervé Platel), 2010, De Boeck,  (ISBN 978-2804162801)
- Manuel de neuropsychologie - 5e édition (avec Sylvane Faure, Béatrice Desgranges), 2018, Dunod,  (ISBN 978-2100775545)

## Ouvrages grand public
- Pourquoi notre mémoire est-elle si fragile ?, 2015, Le Pommier,  (ISBN 978-2-7465-1054-8)
- Les petites cases de ma mémoire (avec Odile Graumer), 2013, Le Pommier,  (ISBN 978-2-7465-0658-9)
- Les chemins de la mémoire (avec Béatrice Desgranges), 2010, Le Pommier,  (ISBN 978-2746502406), réédition format poche, 2012, Le Pommier,  (ISBN 978-2746506121)
- Mémoire et oubli (avec Jean-Gabriel Ganascia, Robert Jaffard, Denis Peschanski, Bernard Stiegler), 2014, Le Pommier,  (ISBN 978-2746508705)
- Alzheimer : fatalité ou espoir ? (avec Gaël Chételat, Béatrice Desgranges, Vincent de la Sayette), 2015, Le Muscadier,  (ISBN 979-1090685307)
- Les troubles de la mémoire : prévenir, accompagner (avec Hélène Amieva, Catherine Thomas-Antérion, Jean-Gabriel Ganascia, Robert Jaffard, Denis Peschanski, Bernard Stiegler), 2015, Le Pommier,  (ISBN 978-2-7465-0936-8)
- Mémoire et émotions (avec Hélène Amieva, Catherine Thomas-Antérion, Jean-Gabriel Ganascia, Robert Jaffard, Denis Peschanski, Bernard Stiegler), 2016, Le Pommier,  (ISBN 978-2-7465-1114-9)
- La Neuroéducation : La mémoire au cœur des apprentissages  (avec Francis Eustache, Bérengère Guillery-Girard), mars 2016, Odile Jacob,  (ISBN 978-2-7381-6316-5)
- Ma mémoire et les autres  (avec Hélène Amieva, Catherine Thomas-Antérion, Jean-Gabriel Ganascia, Robert Jaffard, Denis Peschanski, Bernard Stiegler), 2017, Le Pommier,  (ISBN 978-2-7465-1282-5)
- La mémoire au futur  (avec Hélène Amieva, Catherine Thomas-Antérion, Jean-Gabriel Ganascia, Robert Jaffard, Denis Peschanski, Bernard Stiegler), 2018, Le Pommier,  (ISBN 978-2-7465-1734-9)
- La mémoire entre sciences et société  (avec Hélène Amieva, Catherine Thomas-Antérion, Jean-Gabriel Ganascia, Robert Jaffard, Denis Peschanski, Bernard Stiegler), 2017, Le Pommier,  (ISBN 978-2-7465-1785-1)